# Regiunea Caprivi
Caprivi este o regiune a Namibiei a cărei capitală este  Katima Mulilo. Are o populație de 79 852 locuitori și o suprafață de 19.532 km2.

## Subdiviziuni
Această regiune este divizată în 6 districte electorale:
- Kongola
- Linyanti
- Sibinda
- Katima Mulilo Urban
- Katima Mulilo Rural
- Kabe